# لي والكوف
لي والكوف (بالإنجليزية: Lee Wilkof)‏ هو ممثل أمريكي، ولد في 25 يونيو 1951 في الولايات المتحدة.

## أعمال

### أفلام
- (1993) حياة هذا الفتى
- (2003) مدرسة الروك[5]
- (2007) قبل أن يعرف الشيطان أنك ميت[6]

### مسلسلات
- آلي مكبيل

## وصلات خارجية
- لي والكوف على موقع IMDb (الإنجليزية)
- لي والكوف على موقع ألو سيني (الفرنسية)
- لي والكوف على موقع ميوزك برينز (الإنجليزية)
- لي والكوف على موقع أول موفي (الإنجليزية)
- لي والكوف على موقع قاعدة بيانات برودواي على الإنترنت (الإنجليزية)
- لي والكوف على موقع قاعدة بيانات الأفلام السويدية (السويدية)
- لي والكوف على موقع إن إن دي بي (الإنجليزية)
- لي والكوف على موقع قاعدة بيانات الفيلم (الإنجليزية)
- لي والكوف على موقع كينوبويسك (الروسية)